# Ignace Carbonnelle
Ignace Carbonnelle, né le 1er février 1829 à Tournai (Belgique) et décédé le 4 mars 1889, à Bruxelles, était  un prêtre jésuite belge, mathématicien, écrivain et fondateur de la Société scientifique de Bruxelles (et de sa Revue des questions scientifiques).

## Biographie
Carbonnelle entre au noviciat des jésuites, à Tronchiennes, le 8 septembre 1844. Après deux ans de philosophie à Namur (1847-1849) il entreprend des études de mathématiques (1849-1852) qu’il termine par un doctorat à Paris (1852-1853).
Il suit alors le cours de théologie préparatoire au sacerdoce et est ordonné prêtre, à Louvain, le 10 septembre 1857. Il est professeur-titulaire de la classe de rhétorique au collège de Tournai de 1858 à 1860.

### En Inde
Le docteur en sciences physiques et mathématiques est alors envoyé à Calcutta (1861) pour y consolider l’enseignement des sciences au collège Saint François-Xavier que les jésuites belges viennent de fonder. Homme entreprenant, il organise le ramassage scolaire des élèves : les premiers ‘omnibus’ scolaires circulent à Calcutta en 1864. Peut-être les premiers au monde ! C’est un grand succès. 
En 1865 il fonde le ‘Indo-European correspondance’, un hebdomadaire pour lequel il s’assure des correspondants un peu partout dans le monde. Il y écrit sa ‘lettre scientifique’ qui intéresse plusieurs intellectuels hindous au christianisme. Dès 1865 il y publie, en feuilleton un roman de Henri Conscience : L’Amour d’une mère (en néerlandais: Wat een moeder lijden kan).  

### Retour en Europe
Rappelé en Belgique, il quitte Calcutta le 2 juin 1867. Pendant un an il enseigne les sciences au théologat jésuite de Louvain. En 1868 il se trouve à Paris comme collaborateur à temps plein à la revue Etvdes qu’Ivan Gagarine a fondé 8 ans auparavant.  Il y tient la chronique scientifique. Toute une série d’articles sur le développement des sciences, ou sur les relations entre science et foi, sortent de sa plume. Il est un des rares prêtres et intellectuels catholiques à accueillir favorablement la théorie de l'évolution des espèces de Darwin.
La guerre franco-prussienne de 1870 le force à rentrer en Belgique. Il réside au collège Saint-Michel de Bruxelles. Avec des collègues et amis de Bruxelles et Louvain Carbonnelle fonde la ‘Société scientifique de Bruxelles’  en 1875 et en devient le secrétaire deux ans plus tard. La société, et surtout ses publications, les ‘Annales de la société scientifique’ (des ‘mémoires’ pour hommes de science) et la ‘Revue des questions scientifiques’ (pour un plus large public) deviennent ses activités principales. Jusqu’à sa mort il sera l’éditeur des deux périodiques. Il collabore à d’autres revues.

## Raison, science et foi
En 1881 les articles les plus importants sont publiés en deux volumes sous le titre : Les confins de la science et de la philosophie. Carbonnelle y rassemble une série d'essais qui veulent préciser l'enrichissement mutuel de la philosophie et des sciences naturelles. Il y voit une tâche importante de la philosophie contemporaine. 
Durant cette seconde moitié du XIXe siècle, qui voit un développement et une diffusion rapide des sciences naturelles, Carbonnelle est toujours mu par la conviction que ces constatations ne pouvaient être contraires à la foi catholique : entre raison, foi et science il n'y a pas de contradiction possible. On lui attribue généralement une influence indirecte sur la conviction des pères conciliaires de Vatican I, reprise par Jean-Paul II dans son encyclique ‘Fides et Ratio’ de 1998 : « Nulla tamen umquam inter fidem et rationem vera dissensio esse potest: cum idem Deus, qui mysteria revelat et fidem infundit, animo humano rationis lumen indiderit, Deus autem negare se ipsum non possit, nec verum vero umquam contradicere »  Dieu créateur de la raison humaine et inspirateur de la foi ne peut se contredire lui-même en opposant l’un à l’autre.
Ignace Carbonnelle meurt à Bruxelles le 4 mai 1889, à l’âge de 60 ans.

## Écrits
Un grand nombre de ses articles ont été rassemblés en deux volumes :
- Les confins de la science et de la foi, 2 vol., Paris, 1881.

## Liens
- Ressource relative à plusieurs domaines :   - ODIS
- Notices d'autorité :   - VIAF
  - ISNI
  - BnF (données)
  - IdRef
  - GND
  - Pays-Bas
  - NUKAT